# Yoshihiko Hosoda
Yoshihiko Hosoda (細田善彦 Hosoda Yoshihiko?,  Tokio, Japón, 4 de marzo de 1988) es una actor japonés.

## Dramas
- Nippon Noir: Keiji Y no Hanran (NTV, 2019)
- Dakara Watashi wa Oshimashita (NHK, 2019)
- Mistress: Onnatachi no Himitsu (NHK, 2019)
- 3 Nen A Kumi (NTV, 2019)
- Ishitsubute (WOWOW, 2017)
- Minshuu no Teki (Fuji TV, 2017)
- Sakurako-san no Ashimoto ni wa Shitai ga Umatte Iru (Fuji TV, 2017)
- Rakuen (WOWOW, 2017)
- Kuroi Junin no Onna  (YTV-NTV, 2016) ep.2
- Nigeru wa Haji da ga Yaku ni Tatsu (TBS, 2016)
- Sanada Maru (NHK, 2016)
- Kami no Shita wo Motsu Otoko (TBS, 2016) ep.7-8
- Fuji Family (NHK, 2016)
- Designer Baby (NHK, 2015)
- Dekin no Onna (TV Asahi, 2015)
- Masshiro (TBS, 2015) ep.1,4-6
- Hana Moyu (NHK, 2015)
- Peter no Soretsu (TBS, 2014)
- Perfect Blue (TBS, 2012) ep.6
- Mikeneko Holmes no Suiri (NTV, 2012) ep.3-4
- 13-sai no Hello Work (TV Asahi, 2012) ep..9
- Lucky Seven (Fuji TV, 2012) ep.8
- Yokai Ningen Bem (NTV, 2011) ep.3
- Piece Vote (NTV, 2011)
- LADY～Saigo no Hanzai Profile～ (TBS, 2011)
- Q10 (NTV, 2010)
- Joker Yurusarezaru Sosakan (Fuji TV, 2010) ep.1
- Shukumei 1969-2010 (TV Asahi, 2010)
- LIAR GAME 2 (Fuji TV, 2009) ep.6
- Tokyo Dogs (Fuji TV, 2009) ep.4
- Limit (NHK, 2009)
- Voice (Fuji TV, 2009) ep.4
- SCANDAL (TBS, 2008)
- Ando Natsu (TBS, 2008)
- Edison no Haha (TBS, 2008)
- LIFE (Fuji TV, 2007)
- Hyakki Yakosho (NTV, 2007)
- Seishun Energy Mo Hitotsu no Sugar & Spice (Fuji TV, 2006)
- Dr. Koto Shinryojo 2006 (Fuji TV, 2006)
- Division 1 1242kHz Kochira Nippon Hoso (Fuji TV, 2005)
- Division 1 Aozora Koi Hoshi (Fuji TV, 2005)

## Películas
- The Peers (2019)
- Musashi (2019)
- The Scythian Lamb (2018)
- Omokage (2017)
- Lowlife Love (2016)
- Tsui no Shintaku (2012)
- Bad Boys (2011)
- The Lady Shogun and Her Men (2010)
- I Give My First Love To You (2009)
- Detroit Metal City(2008)
- Tea Fight (2008)
- Clearness Kurianesu (2008)
- Akanezora (2007)
- Wana Wana (2007)
- Shibuya Maruyama Story (2007)
- Hatsukare (2006)
- Tales of Terror: Haunted Apartment (2005)
- Asoko no seki (2005)
- Shiawase nara te o tatako (2005)

## Anuncios
- KDDI "EZ Navi Walk" (2010)
- Asahi Food & Healthcare (2009)
- Odyssey Communications (2009)
- Johnson & Johnson 2 "Acuvue 2" (2005)
- NTT East "Character DENPO" (2003)

## Videos musicales
- S.R.S - Wonder Song (2009)
- JAY'ED - Zutto Issho (2008)
- Shibasaki Kou - Hito Koi Meguri (2007)
- RYTHEM - Bitter & Sweet (2007)
- Captain Straydum - Cyborg (2006)
- KREVA - Issai Gassai (2005)